# Sõru
Sõru är en by (estniska: küla) i Dagö kommun i landskapet Hiiumaa (Dagö) i västra Estland. Byn ligger vid södra änden av ön Dagö. Öster om byn, i den närliggande byn Pärna, ligger sjöfartsmuseet Sõru museum och hamnen Sõru sadam från vilken färjorna mellan Dagö och Ösel utgår. Sõru övre och undre fyr (estniska: Sõru ülemine tuletorn, Sõru alumine tulepaak) ligger i den västerut angränsande byn Hindu.
I kyrkligt hänseende hör byn till Emmaste församling inom den Estniska evangelisk-lutherska kyrkan.
Före 2017 hörde byn till dåvarande Emmaste kommun.